# Пахомијеви записи
Пахомијеви записи су српски средњовековни рукописи, део Патерика у збирци рукописа Пећке патријаршије. Представљају најстарије сведочанство о Косовском боју и о погибији кнеза Лазара и султана Мурата. 
Пећки патерик је први описао Душан Д. Вуксан, а након њега проучавао јњ Ђорђе Сп. Радојичић. Рукопис је рестаурисан, и чува се у Републичком заводу за заштиту споменика културе у Београду. Највероватније је писан 1389. године. 

Грешни Пахомије.
Пахомије земља.
Пахомије трава.
Пахомије златравник.
Грех мој је пред мном непрекидно,
Легнувши на одар, помери свој гроб, мисли на то.
Страх и трепет отргнуће ме од грехова мојих.
Боже, прости грешнога Пахомија душицу.

Писа се ова света књига Отачник, која се зове Лапсаитик, у дане благоверног Вука Стефана. Те године када Турци убише кнеза Лазара, а цара Амурата Србљи. Хвала Богу за све.